# Proteremaeus elongatus
Proteremaeus elongatus är en kvalsterart som först beskrevs av Rjabinin och Krivolutsky 1975.  Proteremaeus elongatus ingår i släktet Proteremaeus och familjen Oribellidae. Inga underarter finns listade i Catalogue of Life.